# Vulaines-lès-Provins
Vulaines-lès-Provins település Franciaországban, Seine-et-Marne megyében. Lakosainak száma 75 fő (2022. január 1.). Vulaines-lès-Provins La Chapelle-Saint-Sulpice, Mortery, Poigny, Provins, Sainte-Colombe, Saint-Loup-de-Naud és Chenoise-Cucharmoy községekkel határos.

## Népesség
A település népessége az elmúlt években az alábbi módon változott:
| Lakosok száma | 70   | 67   | 66   | 64   | 66   | 66   | 65   | 70   | 75   |
|               | 2013 | 2015 | 2016 | 2017 | 2018 | 2019 | 2020 | 2021 | 2022 |